# BYD G5
Pour les articles homonymes, voir G5.
La BYD G5 est un modèle de berline compacte produite par le constructeur automobile chinois BYD.

## Aperçu
Le BYD G5 a fait ses débuts au Salon de l'automobile de Pékin en avril 2014 et a été lancé en septembre 2014. Les prix varient de 75.900 yuans à 102.900 yuans. Basé sur une plate-forme allongée de la BYD F3, la BYD G5 se positionne légèrement au-dessus de la BYD F3 compact et en dessous de la BYD G6 de taille moyenne,, la transmission hybride se compose du turbo de 1,5 litre et d'un moteur électrique de 149 ch et 200 nm, pour une puissance combinée de 303 ch et 440 nm.

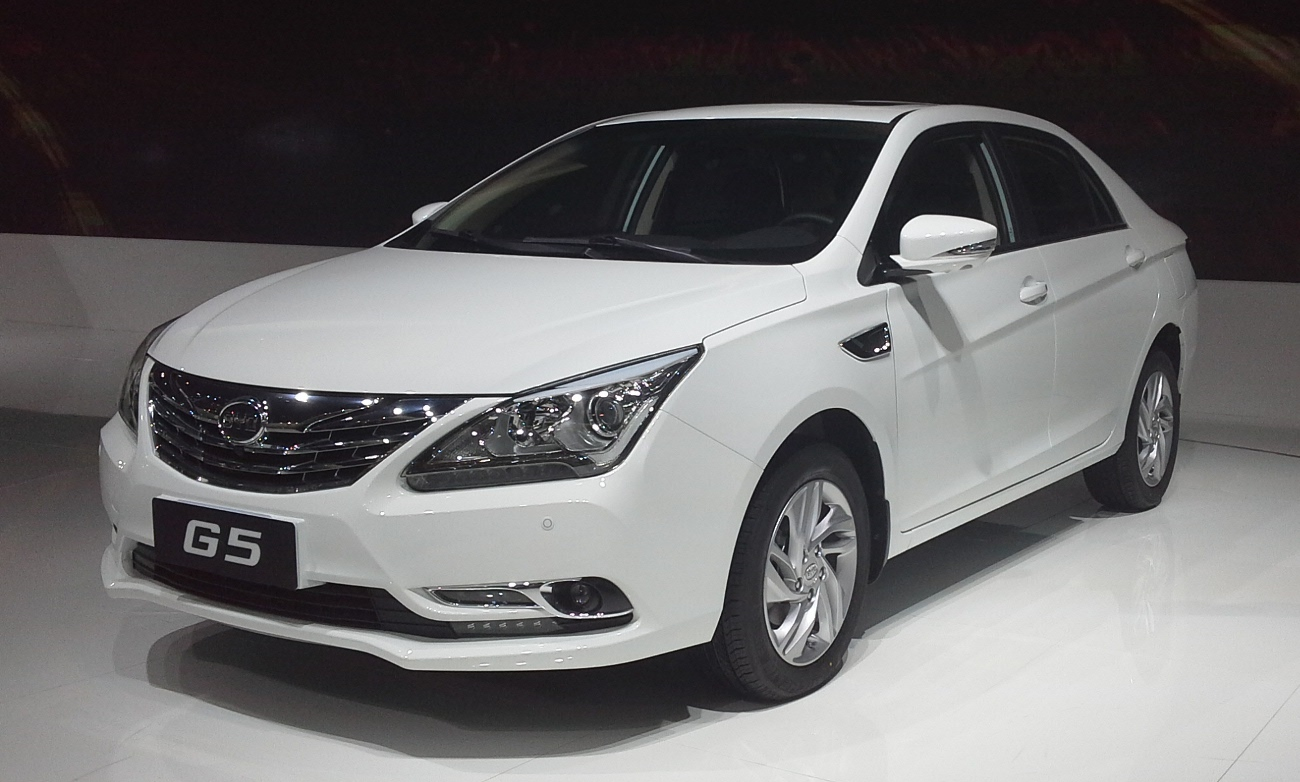
BYD G5 vue avant
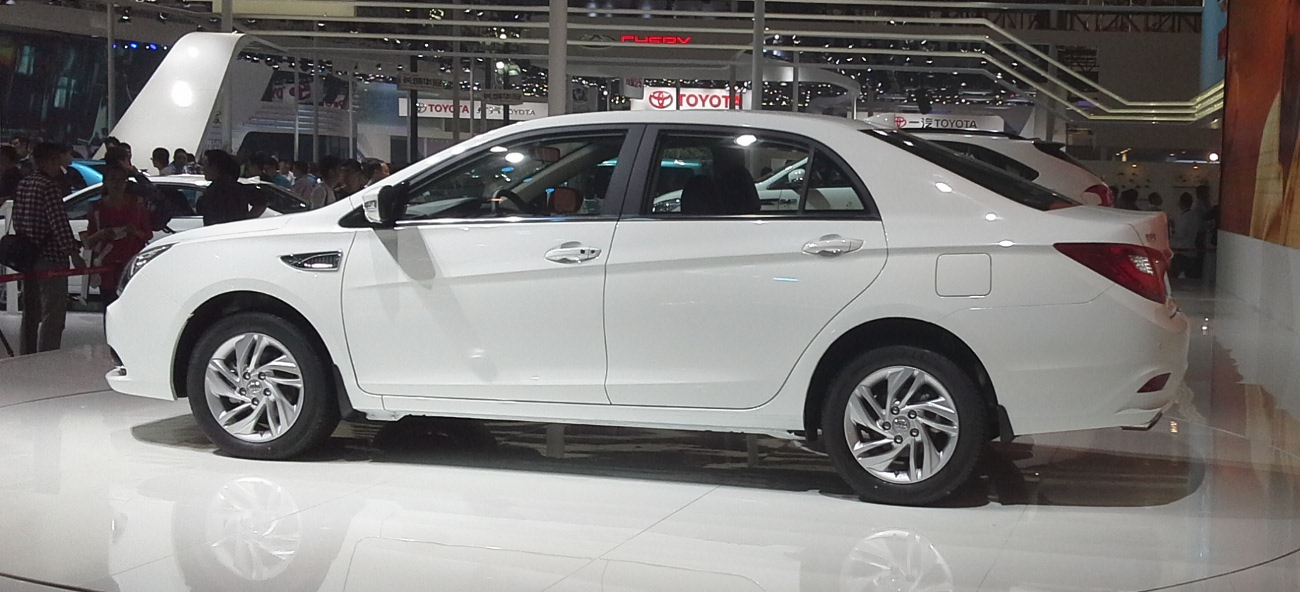
BYD G5 vue de côté
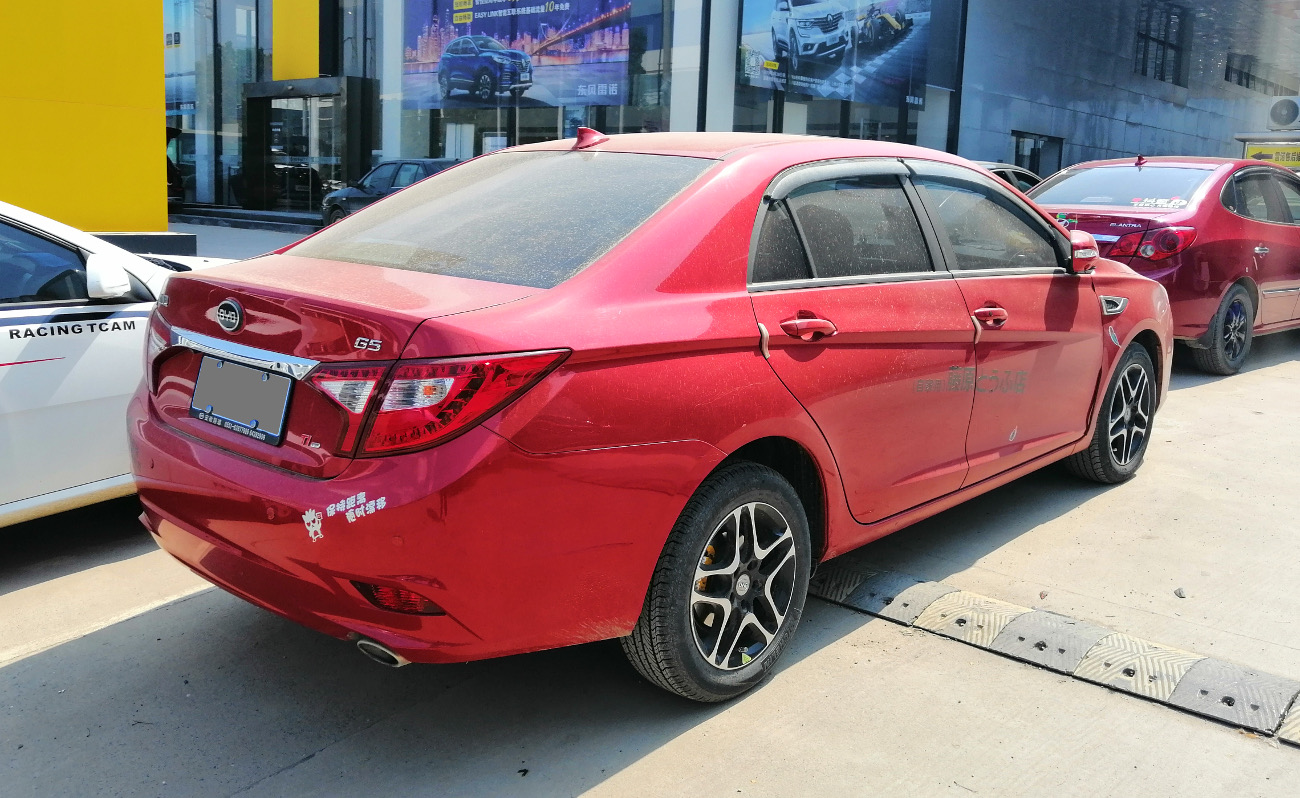
BYD G5 vue arrière